# Référendum slovène de 2024
Un référendum à questions multiples a lieu en Slovénie le 9 juin 2024 afin de permettre à la population de se prononcer sur quatre sujets soumis au vote par le gouvernement Golob. Il s'agit d'un référendum consultatif, ni le gouvernement ni l'Assemblée nationale n'étant contraint de mettre en application ses résultats. La forte implication du président du gouvernement Robert Golob dans le référendum rend néanmoins probable une mise en œuvre de projets de lois en cas d'approbation par les électeurs.
Sont ainsi soumises au vote la légalisation du droit à l'euthanasie, l'utilisation du vote préférentiel lors des élections législatives, la légalisation du cannabis à usage médical et celle de son utilisation à but récréatif.
L'ensemble des propositions sont approuvées par les électeurs, ce qui conduit le gouvernement à annoncer la préparation de projets de lois pour leur mise en oeuvre. 

## Contexte

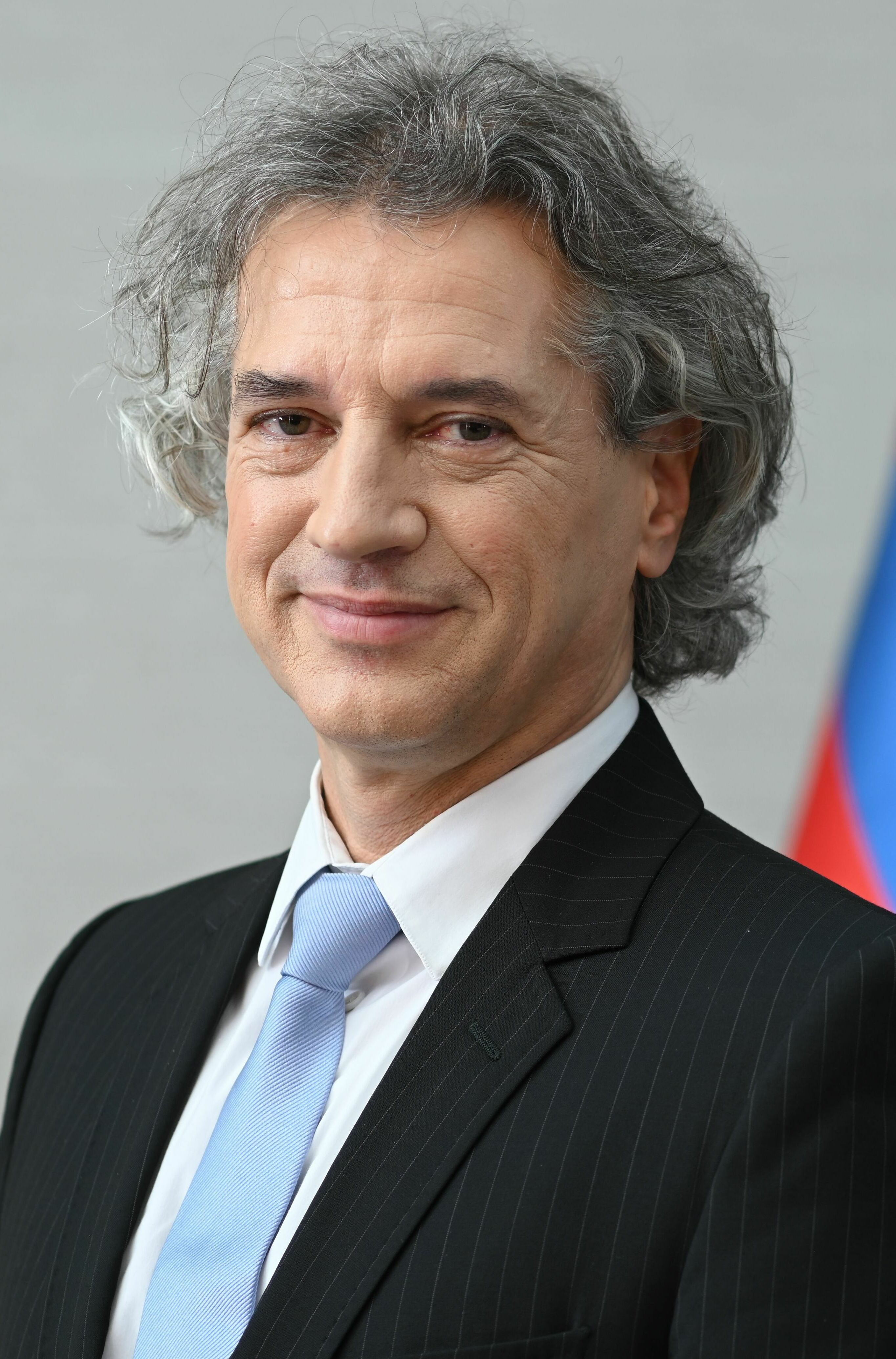
Robert Golob

Les élections législatives organisées en avril 2022 conduisent à une alternance politique avec la défaite du Parti démocratique slovène (SDS) du président du gouvernement sortant Janez Janša. Le Mouvement pour la liberté (GS) mené par Robert Golob sort grand gagnant du scrutin, le parti manquant même de peu la majorité absolue des sièges malgré un mode de scrutin proportionnel,. Le Mouvement pour la liberté forme par la suite un gouvernement de coalition avec les Sociaux-démocrates (SD) et La Gauche (Levica), qui prend ses fonctions le 1er juin 2022.
Le gouvernement de Robert Golob décide courant avril 2024 de soumettre à référendum plusieurs questions relatives à l'euthanasie, au vote préférentiel, et au cannabis médical et récréatif,,,. La date du 9 juin est avancée, soit en même temps que les élections européennes. Considérant que cette superposition des calendriers nuirait à la campagne pour les européennes, l'opposition menée par le Parti démocratique slovène et Nouvelle Slovénie (NSi) s'y déclare défavorable, et propose qu'il soit plutôt organisé en novembre, un référendum sur la relance du secteur nucléaire civil étant déjà prévu ce mois-là,,.
Lors du vote des projets à l'Assemblée nationale le 25 avril, les députés choisissent finalement d'organiser le scrutin le 9 juin. Le Mouvement pour la liberté réussit ainsi à faire voter son projet malgré l'abstention de l'un de ses partenaires de coalition, les Sociaux-démocrates décidant finalement de rester neutre. Ces derniers partagent en effet l'avis de l'opposition sur l'inopportunité d'un scrutin le même jour que les européennes, sans pour autant vouloir s'opposer frontalement au partenaire majoritaire de la coalition gouvernementale. La question sur l'euthanasie est approuvée par 49 voix contre 8, celle sur le vote préférentiel par 50 contre 17, et les deux questions sur le cannabis par 42 voix contre 0. Le SDS boycotte le premier et le dernier vote, et le NSi le dernier,,,. Fixé au 9 juin, le scrutin est précédé d'une période de campagne officielle du 9 mai au 7 juin, et d'une période de vote anticipé les 4, 5 et 6 juin. Les électeurs résidant à l'étranger peuvent quant à eux voter par correspondance le 24 mai.
Organisé conformément aux articles 26 à 29 de la Constitution, il s'agit d'un référendum d'origine parlementaire de nature consultative. S'il ne requiert pas de majorité qualifiée, de quorum de participation ou même l'atteinte d'un certain pourcentage d'inscrits en faveur des propositions comme lors des référendums abrogatifs régulièrement organisés dans le pays, ses résultats ne sont pas contraignants. Il laisse par conséquent l'Assemblée nationale libre de légiférer par la suite sur ces questions, ou de ne pas le faire. Une large majorité en faveur d'une question placerait néanmoins une pression politique importante sur les députés, qui se verraient poussés à respecter la volonté de la population.
Le vote du projet à l'assemblée est par ailleurs suivi du dépôt par le SDS et le NSi de plusieurs recours auprès de la Cour Constitutionnelle, dans lesquels ils demandent d'une part la suspension immédiate d'une partie du processus référendaire et d'autre part son annulation,. Les deux partis considèrent en effet que la légalisation de l'euthanasie porte atteinte principe d'« inviolabilité de la vie humaine » inscrit dans l'article 17 de la Constitution slovène,. Quant aux questions sur le cannabis, l'opposition accuse le vote parlementaire d'une faute de procédure, le projet de loi initial ayant porté sur une unique question sur le cannabis médical, avant d'être scindé en deuxième lecture en deux projets distincts,. La Cour rejette le 9 mai la demande de suspension du vote sur l'euthanasie, puis le 21 celle sur le cannabis. Les deux jugements se font cependant à une faible majorité de 5 voix contre 4, tandis que la question de la constitutionnalité de ces deux sujets, bien que catégorisée comme une « priorité absolue » par la cour, est remise à plus tard. Cette absence de décision laisse alors planer le doute sur l'organisation d'une partie du scrutin,,.

## Objets
Quatre questions sont soumises aux vote. Leur contenu est ostensiblement très général, l'idée étant de laisser aux parlementaires le soin de débattre et voter les détails d'éventuels futurs projets de loi :

« Êtes-vous favorable à l’adoption d’une loi qui encadre le droit à l’assistance pour une fin de vie volontaire ? »

Le gouvernement met en avant que le droit à l'euthanasie s'appliquerait dans une future législation aux patients atteint d'une maladie incurable avec une douleur insupportable. L'un des auteurs du projet, le professeur Andrej Pleterski, milite pour ce droit après avoir assisté à la fin de vie difficile de son père, aveugle et sourd, qui s'était vu refusé une demande de suicide assisté. Il décrit l'euthanasie qui s'ensuivrait dans un projet de loi comme réservé aux majeurs en pleine possessions de leur facultés mentales qui en feraient la demande. Cette dernière serait soumise à l'approbation d'une commission spéciale de plusieurs médecins, et le patients conserverait la possibilité de changer d'avis à tout moment de la procédure. Le coût de l'euthanasie serait quant à lui pris en charge par l'assurance maladie obligatoire, ce qui conditionnerait la procédure à la détention de la citoyenneté slovène.

« Êtes-vous favorable à l'introduction du vote préférentiel pour les élections des députés à l'Assemblée nationale de la République de Slovénie, ce qui garantirait aux électeurs une influence décisive sur l'élection des députés ? »

Le vote préférentiel, qui consiste dans le cadre d'un scrutin proportionnel plurinominal à permettre aux électeurs de voter pour un candidat spécifique de la liste pour laquelle il vote afin qu'il obtienne en priorité l'un des sièges éventuellement obtenu par le parti, est déjà utilisé en Slovénie lors des élections locales et européennes. L'introduction du vote préférentiel pour les élections législatives nécessiterait une modification de la loi électorale, ce que l'article 4 de la Constitution ne permet que par un vote à la majorité qualifiée des deux tiers. Le gouvernement ne disposant pas d'une telle majorité, un projet de loi post-référendaire supposerait par conséquent le ralliement d'une partie de l'opposition,. 

« La République de Slovénie devrait-elle autoriser la culture et la transformation du cannabis à des fins médicales sur son territoire ? »

« La République de Slovénie devrait-elle autoriser la culture et la transformation du cannabis pour un usage personnel limité sur son territoire ? »

Le projet slovène de légalisation du cannabis à usage médical et récréatif intervient dans un contexte international favorable, plusieurs pays l'ayant récemment mis en œuvre, dont surtout l'Allemagne le 1er avril 2024. Selon une étude de l'organisation étudiante de l'Université de Ljubljana, Marihuana Marš, publiée en novembre 2023, environ 200 000 slovènes consommerait fréquemment du cannabis, sur une population totale de 2,1 millions. Chaque année, environ 2 000 personnes sont condamnés en Slovénie pour des délits liés à cette drogue. Si elle reste illégale, l'utilisation du cannabis médical est déjà dépénalisée dans le pays, mais pas sa culture par les particuliers à cette fin. Un programme de test du cannabis médical mis en œuvre par l'Université de Ljubljana sur les dix dernières années a ainsi permis à 300 enfants et adolescents épileptiques résistants aux médicaments de réduire le nombre et la sévérité de leur crises.

## Sondages
| Ninamedia | 3 – 6 juin 2024  | 629   | Euthanasie         | 56,2 | 33,8 | 9,9  |
| Ninamedia | 3 – 6 juin 2024  | 629   | Vote préférentiel  | 75,6 | 14,1 | 10,3 |
| Ninamedia | 3 – 6 juin 2024  | 629   | Cannabis médical   | 73,4 | 21,4 | 5,2  |
| Ninamedia | 3 – 6 juin 2024  | 629   | Cannabis récréatif | 48,6 | 43,2 | 8,2  |
| Mediana   | 3 – 5 juin 2024  | 734   | Euthanasie         | 57,7 | 32,2 | 10,2 |
| Mediana   | 3 – 5 juin 2024  | 734   | Vote préférentiel  | 64,3 | 19,6 | 16,1 |
| Mediana   | 3 – 5 juin 2024  | 734   | Cannabis médical   | 70,1 | 22,8 | 7,1  |
| Mediana   | 3 – 5 juin 2024  | 734   | Cannabis récréatif | 45,7 | 45,7 | 8,6  |
| Ninamedia | 27 – 30 mai 2024 | 1 000 | Euthanasie         | 54,7 | 37,7 | 8,2  |
| Ninamedia | 27 – 30 mai 2024 | 1 000 | Vote préférentiel  | 77,9 | 11,3 | 10,8 |
| Ninamedia | 27 – 30 mai 2024 | 1 000 | Cannabis médical   | 74,9 | 19,6 | 5,5  |
| Ninamedia | 27 – 30 mai 2024 | 1 000 | Cannabis récréatif | 49,5 | 41,1 | 9,4  |
| Mediana   | 21 – 24 mai 2024 | 713   | Euthanasie         | 53,6 | 35,5 | 10,9 |
| Mediana   | 21 – 24 mai 2024 | 713   | Vote préférentiel  | 79,1 | 10,3 | 10,6 |
| Mediana   | 21 – 24 mai 2024 | 713   | Cannabis médical   | 71,2 | 22,0 | 6,8  |
| Mediana   | 21 – 24 mai 2024 | 713   | Cannabis récréatif | 49,6 | 39,9 | 10,5 |

## Résultats

### Droit à l'euthanasie
| Choix                     | Votes     | %     |
| ------------------------- | --------- | ----- |
| Pour                      | 378 917   | 54,89 |
| Contre                    | 311 429   | 45,11 |
|                           |           |       |
| Votes valides             | 690 346   | 98,48 |
| Votes blancs et invalides | 10 661    | 1,52  |
| Total                     | 700 997   | 100   |
| Abstention                | 991 374   | 58,58 |
| Inscrits/Participation    | 1 692 371 | 41,42 |

### Vote préférentiel
| Choix                     | Votes     | %     |
| ------------------------- | --------- | ----- |
| Pour                      | 486 516   | 70,89 |
| Contre                    | 199 744   | 29,11 |
|                           |           |       |
| Votes valides             | 686 260   | 97,92 |
| Votes blancs et invalides | 14 593    | 2,08  |
| Total                     | 700 853   | 100   |
| Abstention                | 991 520   | 58,59 |
| Inscrits/Participation    | 1 692 373 | 41,41 |

### Cannabis médical
| Choix                     | Votes     | %     |
| ------------------------- | --------- | ----- |
| Pour                      | 462 292   | 66,71 |
| Contre                    | 230 724   | 33,29 |
|                           |           |       |
| Votes valides             | 693 016   | 98,87 |
| Votes blancs et invalides | 7 923     | 1,13  |
| Total                     | 700 939   | 100   |
| Abstention                | 991 441   | 58,58 |
| Inscrits/Participation    | 1 692 380 | 41,42 |

### Cannabis récréatif
| Choix                     | Votes     | %     |
| ------------------------- | --------- | ----- |
| Pour                      | 356 944   | 51,57 |
| Contre                    | 335 183   | 48,43 |
|                           |           |       |
| Votes valides             | 692 127   | 98,75 |
| Votes blancs et invalides | 8 759     | 1,25  |
| Total                     | 700 886   | 100   |
| Abstention                | 991 493   | 58,59 |
| Inscrits/Participation    | 1 692 379 | 41,41 |

## Analyse et conséquences
Les quatre propositions sont approuvées par les électeurs, en particulier l'introduction du vote préférentiel aux législatives, soutenu par plus de 70 % des voix. L'usage récréatif du cannabis obtient au contraire la plus faible majorité des quatre, en franchissant tout juste la majorité absolue. L'ensemble des projets reçoivent néanmoins un net soutien populaire, le Oui arrivant en tête dans l'ensemble des municipalités slovènes, à l'exception de celles de Kranj et du District de Bežigrad de Ljubljana, qui votent contre le cannabis récréatif,.
Ce soutien permet au vice-président du gouvernement Luka Mesec d'annoncer dès le lendemain du scrutin la préparation de projets de loi d'application. Si le vote d'une nouvelle loi électorale à la majorité qualifiée dépend d'un ralliement de l'opposition, et que la légalisation de l'euthanasie continue de susciter la controverse, le gouvernement annonce vouloir procéder à l'introduction des projets de loi dans l'année.